# قيصومة فيحان
قيصومة فيحان هي قرية صغيرة في شمال السعودية تقع في منطقة الحدود الشمالية وتتبع محافظة رفحاء وتقع جنوب رفحاء وتبعد عنها بحوالي 75 كم على طريق حائل - رفحاء الجديد ولها طريق يتفرع مع طريق لينة - رفحاءويسكنها حوالي 350 نسمة وفيها مركز شرطة ومركز لرعاية الصحية ومدرسة للبنين
ومكتب للبريد وجامع كبير وشبكة مياه .